# Handley Page Jetstream
O Handley Page HP.137 Jetstream é um pequeno avião comercial bimotor, com uma fuselagem pressurizada. A aeronave foi projetada para atender aos requisitos do mercado dos Estados Unidos para voos regionais. O projeto mais tarde foi melhorado e construído pela British Aerospace como BAe Jetstream 31 e BAe Jetstream 32, utilizando motores turboélice diferentes.

## Projeto
A Handley Page estava em uma posição estranha nos anos 1960, querendo se manter independente das "duas grandes" empresas britânicas (Hawker Siddeley e British Aircraft Corporation), mas sem dinheiro precisava desenvolver um novo avião comercial que a manteria no mercado. Após ter estudado o problema, decidiram que seu próximo produto seria um altamente competitivo avião regional, preenchendo um nicho para um projeto de alta velocidade com 12 a 18 assentos. O vendedor e engenheiro norte-americano Jack Riley disse ter escrito as especificações do projeto. O projeto obteve um grande interesse nos Estados Unidos quando foi inicialmente introduzido, e um pedido de 20 aeronaves foi feito antes mesmo dos desenhos estarem concluídos. Charles Joy foi o engenheiro responsável pelo projeto.
O projeto original data de 1965 como uma aeronave de doze assentos (seis fileiras com um corredor central). A aeronave possui asa baixa, cauda alta e monoplano de desenho convencional. Uma atenção considerável foi dada a simplicidade a fim de aumentar o desempenho, o que levou a uma das características mais distintas deste projeto, o nariz mais longo. A fuselagem possuía uma seção cruzada circular para aliviar a pressurização, permitindo voos muito mais altos e consequentemente uma velocidade e conforto maiores em relação aos modelos não pressurizados. Um ponto negativo do projeto era de que a fuselagem era tão pequena que o chão teve de ser "baixado" para permitir que os passageiros entrassem sem a necessidade de se abaixar e sair pela porta traseira. Isso significou que a longarina principal deveria atravessar a cabine, havendo então o perigo dos passageiros tropeçarem na cabine.
A montagem final foi realizada em uma nova fábrica no aeródromo de Radlett, mas grandes porções da estrutura foram subcontratadas, incluindo as asas completas sendo construídas pela Scottish Aviation em Prestwick, Escócia e a seção da cauda pela Northwest Industries de Edmonton, Canadá. O projeto original utilizava os motores Turbomeca Astazou XIV de aproximadamente 840 hp (626 kW), e voou pela primeira vez em 18 de Agosto de 1967 como Jetstream 1. Durante o programa de testes, os motores se mostraram ser um ponto fraco, normalmente submotorizados para o projeto, e surpreendentemente temperamental para um projeto que era maduro e amplamente utilizado. Os testes foram eventualmente realizados na fábrica da Turboméca no sul da França, ambos para permitir um melhor estudo nos motores e para adiantar o projeto devido à melhor meteorologia.
A fim de aumentar as vendas nos Estados Unidos, o quinto protótipo foi equipado com o motor americano Garrett TPE-331 ao invés do francês Astazou. A alteração para este motor permitiu que a Força Aérea dos Estados Unidos o considerassem para uso cargueiro. Eventualmente, foi realizada um pedido para onze aeronaves, equipadas com uma porta de carga e acomodação para doze passageiros ou seis macas, sendo conhecido como C-10A, ou Jetstream 3M. A USAF cancelou seu pedido em Outubro de 1969 devido atrasos na entrega.
O primeiro modelo de produção Jetstream 1 voou em 6 de Dezembro de 1968, e no próximo ano, 36 aeronaves seriam entregues. Entretanto, neste momento, a Handley Page havia desistido de utilizar o motor original, e o Jetstream 2 foi lançado com o motor mais potente de 965 hp (720 kW) Astazou XVI, iniciando as entregas no final do ano de 1969. Os atrasos na entrega e problemas nos motores levaram o custo do projeto para mais de £13 milhões, muito além das projeções iniciais de £3 milhões. Apenas três Jetstream 2 seriam completos antes da Handley Page falir e a linha de produção foi então encerrada em, 1970.
Havia interesse suficiente no projeto, tanto que foi inicialmente apanhado por uma colaboração de investidores e pela Scottish Aviation, que formou uma empresa chamada "Jetstream Aircraft" para produzir a aeronave. Outros dez Jetstream 1 foram produzidos por esta equipe. A Scottish Aviation continuou também a produção dos Jetstream 2, mas o chamava de Jetstream 200. Em fevereiro de 1972, 26 Jetstream 201 foram encomendados pela Força Aérea Britânica, que os usaram como avião para treinamento multimotor, como Jetstream T.1. Quatorze destes foram modificados para treinamento de observadores para a Marinha Real Britânica, recebendo a designação Jetstream T2.

## Versões
Jetstream Mk 1
Jetstream 200
Jetstream 3M
Versão melhorada com os motores TPE331 para a Força Aérea dos Estados Unidos.
C-10A
Designação militar da Força Aérea dos Estados Unidos para o Jetstream 3M. A produção foi inidicada mas o pedido foi cancelado e nenhuma aeronave entregue.
Riley JetstreamAlguns Jetstream 1 foram convertidos pela Riley Aircraft de Carlsbad, California, para esta versão. A aeronave possuía dois motores turboélice PT6A.
Jetstream T1
Designação militar do Reino Unido dos Mk 1 para a Força Aérea Britânica como treinadores multimotor.
Jetstream T2
Conversão dos T1 para a Marinha Real Britânica como treinadores para observadores.
Century III
Conversões com motores TPE331.

## Operadores
A aeronave foi principalmente utilizada por operadores corporativos e empresas aéreas regionais ou voos charter.

### Operadores civis
Argentina
- Aerovip

 Libya
- Buraq Air

 Colômbia
- ADA
- SARPA
- Vertical de Aviación

 Dinamarca
- Newair

 Alemanha
- Bavaria Fluggesellschaft

 Estados Unidos
- Air Illinois
- Air US
- Apollo Airways (nome alterado para Pacific Coast Airlines)
- Big Sky Airlines
- Dorado Wings (operou em Puerto Rico)
- Cal-State Air Lines
- JetAire Airlines
- Interstate Airlines
- Sierra Pacific Airlines
- South Central Air Transport (SCAT) (aeronave comprada posteriormente pela Air Illinois)
- Texas Star Airways
- Western Air Stages
- Zia Airlines

### Operadores militares
Uruguai
- Uruguayan Navy former Royal Navy T2s. Retired on 2010.

#### Operadores militares anteriores
Reino Unido

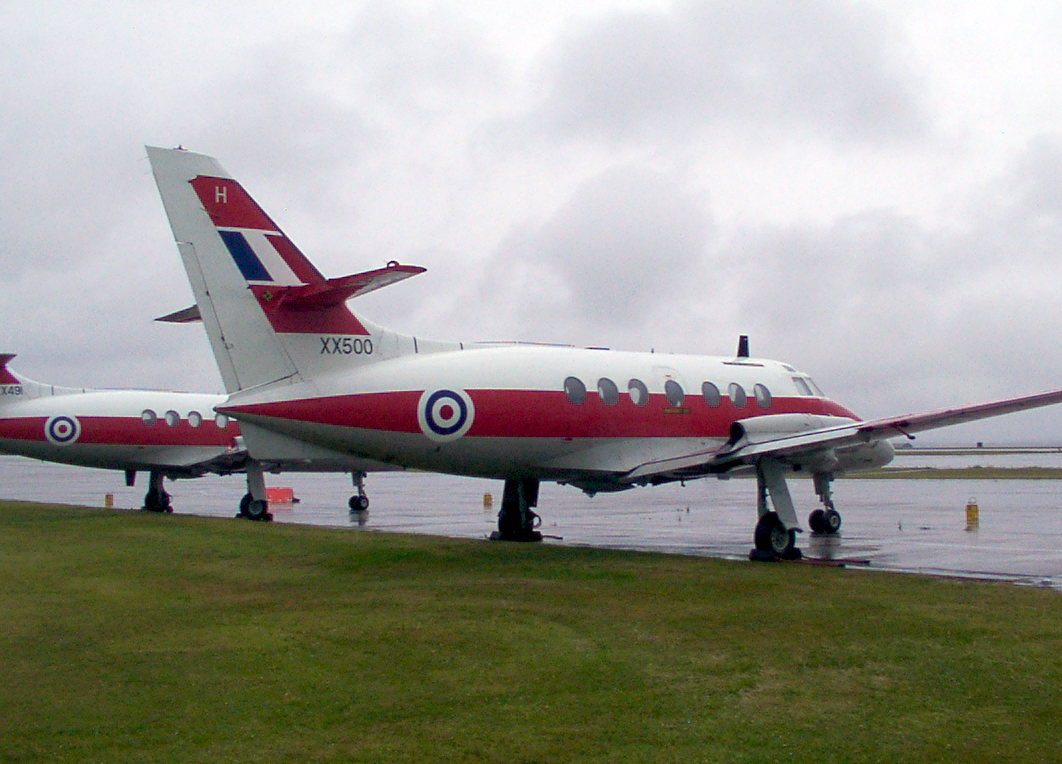
Jetstream T1 da Força Aérea Britânica

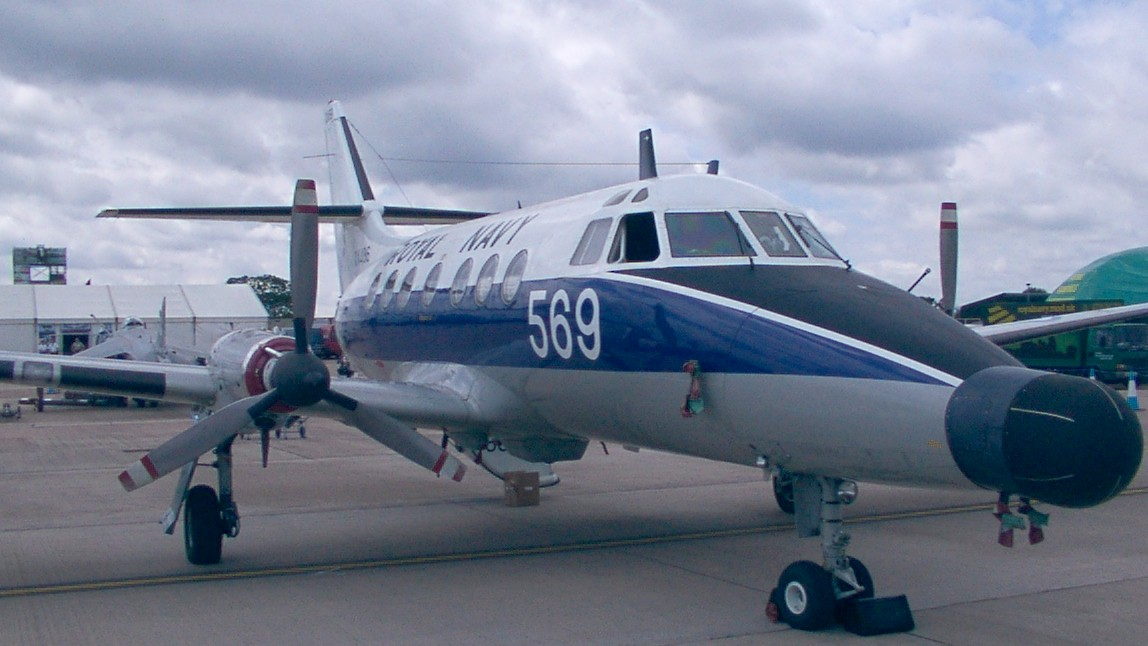
Jetstream T2 da Marinha Real Britânica

- Força Aérea Britânica aposentou a aeronave em 2003.
- Marinha Real Britânica aposentou a aeronave em 2011.

## Acidentes e incidentes
- 6 de março de 1970 D-INAH da Bavaria Fluggesellschaft colidiu com linhas de alta tensão e caiu.
- 17 de abril de 1981, o Century III convertido e de matrícula N11360, operando o voo 716 da Air US, colidiu com um Cessna 206 privado levando paraquedistas após a decolagem do aeroporto municipal Fort Collins-Loveland, matando todos os 13 passageiros e tripulação a bordo do voo e duas pessoas no Cessna 206.[6]
- 8 de maio de 1989, um T2 matrícula XX489 da Marinha Real Britânica se acidentou em Portland Harbour.

## Aeronaves em exibição
Reino Unido
- Jetstream T.1 XX492 no Museu Newark Air, Nottinghamshire.[7]
- Jetstream T.1 XX494 no Aeródromo Bruntingthorpe, Leicestershire.[8]
- Jetstream T.1 XX496 no Museu da Força Aérea Britânica, Shropshire.[9]
- Jetstream T.1 XX499 no Museu Brooklands, Surrey.[10]